# Line of Actual Control
Line of Actual Control (LAC) ist der Grenzverlauf zwischen von Indien und der Volksrepublik China besetzten Gebieten in seit dem Indisch-Chinesischen Grenzkrieg von 1962 umstrittenen Territorien im Himalaya.